# 懷爾德克羅辛 (加利福尼亞州)
懷爾德克羅辛（英語：Wild Crossing）是位於美國加利福尼亞州聖貝納迪諾縣的一個非建制地區。該地的面積和人口皆未知。

## 地理
懷爾德克羅辛的座標為34°46′48″N 117°16′30″W / 34.78000°N 117.27500°W，而該地的平均海拔高度為1440米（即4730英尺）。